# Alfenoros
Alfenoros – w mitologii greckiej piąty z siedmiu synów Amfiona i Niobe, jeden z Niobidów.
Został zabity strzałą przez Apollina jako zemsta za pychę Niobe.